# Trichotosia rubiginosa
Trichotosia rubiginosa là một loài thực vật có hoa trong họ Lan. Loài này được (Blume) Kraenzl. miêu tả khoa học đầu tiên năm 1911.